# Adri van der Poel

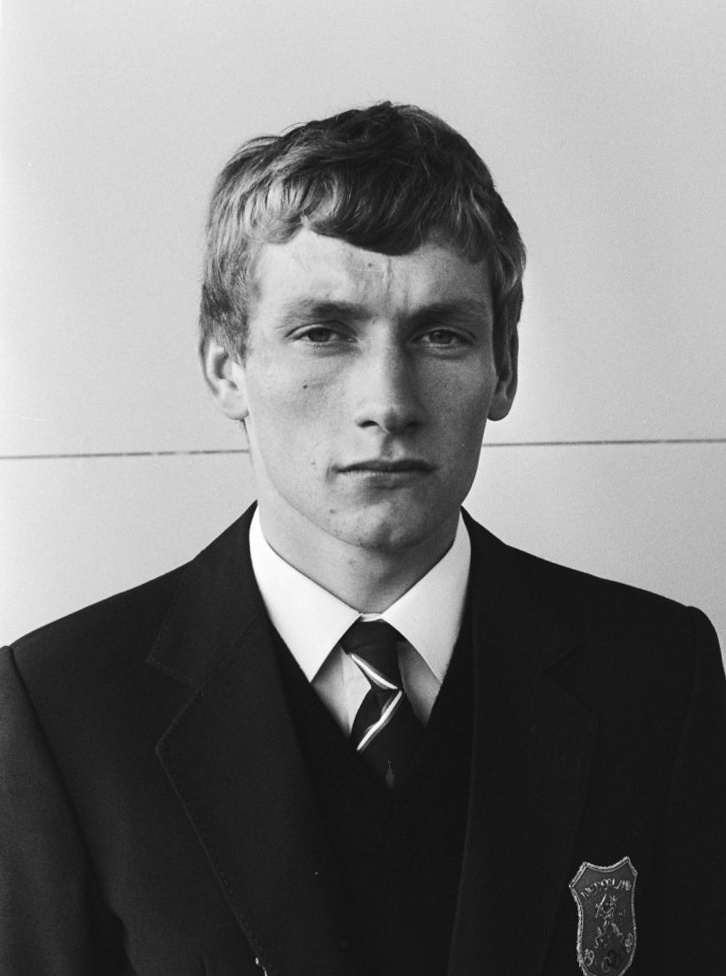
Adri van der Poel em 1980

Adri van der Poel (nascido em 17 de junho de 1959) é um ex-ciclista neerlandês. O Grande Prêmio Adri van der Poel é nomeado depois dele. Van der Poel foi profissional de 1981 a 2000. Suas maiores vitórias incluíam 6 clássicas, duas etapas do Tour de France e o Campeonato Mundial de Ciclocross em 1996. Também obteve o segundo lugar e medalha de prata no Campeonato Mundial de Estrada em 1983, atrás de Greg LeMond, e segundo lugares no Campeonato Mundial de Ciclocross.
Van der Poel começou sua carreira na estrada e durante sua primeira temporada como profissional, obteve o segundo lugar no Paris-Nice, atrás de Stephen Roche, e segundo lugar no La Flèche Wallonne. No Tour de France, venceu duas etapas; sua vitória de etapa em 1988 estabeleceu o recorde de etapa mais rápida (desde então só superado por três ciclistas). Van der Poel também competiu em ciclocross durante o inverno e obteve grandes resultados – que virou-se em tempo integral pelo ciclocross na última parte de sua carreira, onde conquistou o Campeonato Mundial em 1996 e as classificações de Copa do Mundo e Superprestige em 1997.
Em 1983, ele testou positivo para estricnina. Ele disse que seu sogro havia servido uma torta de pombo no almoço de domingo, e só quando ele testou positivo se deu conta de que os pombos tinham sido dopado com estricnina.

## Olimpíadas de 1980, Moscou
Van der Poel competiu na prova individual e por equipes do ciclismo de estrada nos Jogos Olímpicos de Verão de 1980, disputadas na cidade de Moscou, União Soviética, terminando na sétima e décima quinta posição, respectivamente.

## Família
Van der Poel é o genro do famoso ciclista francês Raymond Poulidor. Mathieu van der Poel tornou-se campeão na corrida da categoria júnior em 2012 (Koksijde, Bélgica) e 2013 (Louisville, Estados Unidos) e, em seguida, combinando o título de seu pai em 2015 (Tábor, República Tcheca).
Seu irmão, Jacques, também foi um ciclista profissional de 1986 a 1992.